# Белый террор в Китайской Республике (Тайване)
Белый террор (кит: 白色恐怖; пиньинь: báisè kǒngbù) — преследование политической оппозиции (левой и представляющей интересы коренного населения) на Тайване в период авторитарного правления партии Гоминьдан. Это не только события, которые носят название Инцидент 228, но и весь период с 1947 по 1987 годы.
Six Clemens отмечает, что после инцидента 228 власти Тайваня для подавления коммунизма ввели военное положение в 1948 году и отменили его только в 1987 году. Во время Белого террора на Тайване в ходе подавление политических диссидентов после инцидента 28 февраля 1947 года правительством Чан Кай-ши были убиты тысячи людей как сочувствующие коммунистам и шпионы. Протесты вспыхнули 27 февраля после ссоры между группой агентов Бюро табачной монополии и жителем Тайбэя, после чего протестующие призвали к демократическим реформам и прекращению коррупции. В ответ гоминьдановский режим применил насилие. В течение следующих нескольких дней от рук правительства погибло несколько тысяч человек, при этом, по оценкам, общее число погибших составило от 10 до 30 тысяч, по скромным оценкам. С 1947 по 1987 год около 140 тыс. тайваньцев были заключены в тюрьмы за предполагаемую оппозицию гоминьдановскому режиму; из них от трех до четырёх тысяч были казнены.

## Временной период
Отправной точкой этого периода принято считать события, начавшиеся 27 февраля 1947 года и известные как Инцидент 228. Эскалация гражданского неповиновения была связана с сильными автономистскими и сепаратистскими настроениями тайваньцев, межобщинной рознью, недовольством коррумпированной властью Гоминьдана. Ввиду того, что многие студенты были активными участниками событий, гоминьдановские войска часто арестовывали и казнили носивших студенческую форму. Мишенью жестоких репрессий являлась также островная элита.
В 1949 году Чан Кайши в условиях поражения в гражданской войне в Китае ввёл на подконтрольных ему территориях страны военное положение, которое было отменено только через 12 лет после его смерти, в 1987 году. В этот период были ограничены многие гражданские права. Вопреки Конституции, на Тайване сложился авторитарный однопартийный режим, в первые десятилетия приобретавший характер военной диктатуры. Репрессии так или иначе коснулись всех сфер жизни общества. Например, в этот период было запрещено синкретическое религиозное движение Игуаньдао. Часто люди попадали в тюрьмы просто по подозрению в инакомыслии. Всего за весь период Белого террора в тюрьмы были заключены около 14 000 тайваньцев. При этом от 3000 до 4000 человек были казнены за реальное или предполагаемое отношение к оппозиции.
Длительность военного положения на Тайване составила 38 лет и 57 дней с 19 мая 1949 года по 15 июля 1987 года. Военное положение на Тайване являлось на тот момент самым длительным в мире за всю историю. Однако позднее его превзошло сирийское полувековое военное положение, которое длилось с 1963 по 2011 годы.

## Современные оценки
После прихода к власти Демократической прогрессивной партии в 2000—2008 годах удалось убрать имя Чан Кайши из названия площади, на которой находится его Мемориал. После победы Цай Инвэнь на президентских выборах от этой же партии в 2016 году началось обсуждение дальнейшей судьбы Мемориала Чан Кайши. Законодатели предлагают несколько вариантов: сделать из него архив всех президентов Тайваня; реконструировать в место, где люди могли бы отдать дань памяти протестному движению; переделать так, чтобы сделать акцент на страданиях людей во времена авторитаризма при правлении Чан Кайши; полный или частичный снос мемориала.

## Память
- Мемориальный парк 228
- Мемориальный парк на Зеленом острове
- Мемориал прав человека Цзин-Мэй и парк культуры
- Чайный дом Тьен-ма
- Detention